# Ori and the Blind Forest
Ori and the Blind Forest är ett plattformsäventyrsspel utvecklat av Moon Studios och utgivet av Microsoft Studios. Spelet gavs ut den 11 mars 2015 till Microsoft Windows och Xbox One. En Xbox 360-versionen är planerat att släppas senare under 2015.